# Nahrije
Nahrije (perski: نهريه) – wieś w Iranie, w ostanie Chuzestan W 2006 roku liczyła 22 mieszkańców w 4 rodzinach.